# Júlio Duarte Langa
Júlio Duarte Langa (Magunze, 27 de octubre de 1927) es un cardenal emérito mozambiqueño, obispo emérito de Xai-Xai.

## Biografía
Él frecuentó la escuela local, antes de entrar en el Seminario de Magude; luego, estudió en el Seminario de Namaacha, en la después Arquidiócesis de Lourenço Marques (ahora Maputo).
Fue ordenado sacerdote el 9 de junio de 1957, en la Catedral Metropolitana de Nuestra Señora de la Inmaculada Concepción, en Lourenço Marques. Pastor asistente y, en seguida, pastor en la Misión de Malaisse. Fue después nombrado consultor diocesano, miembro del Consejo Presbiteral y general, finalmente vicario de la diócesis. Debido a su profundo conocimiento de los idiomas locales, supervisó la traducción vernácula de los textos del Concilio Vaticano II.
Elegido obispo de João Belo el 31 de mayo de 1976, el 1 de octubre, el nombre de la diócesis fue cambiado a Xai-Xai. Fue consagrado el 24 de octubre de 1976, por Alexandre José Maria dos Santos, O.F.M., arzobispo de Maputo, asistido por Francesco Colasuonno, arzobispo titular de Tronto y por Januário Machaze Nhangumbe, obispo de Pemba. Renunció al gobierno pastoral de la diócesis el 24 de junio de 2004.
El 4 de enero de 2015, el papa Francisco anunció su elevación a cardenal, en el Consistorio Ordinario Público de 2015.
El 14 de febrero de 2015 en la Basílica de San Pedro, en Roma tuvo lugar el rito de imposición de la birreta y de la entrega del anillo y de la bula de creación cardenalicia por el Papa Francisco, fue investido con el título de San Gabriel de la Dolorosa. Es el segundo cardenal natural de Mozambique.

## Fuente
- Esta obra contiene una traducción total derivada de «Júlio Duarte Langa» de Wikipedia en portugués, publicada por sus editores bajo la Licencia de documentación libre de GNU y la Licencia Creative Commons Atribución-CompartirIgual 4.0 Internacional.

- Datos: Q1715702
- Multimedia: Júlio Duarte Langa / Q1715702